# Damu the Fudgemunk
Damu the Fudgemunk (* 8. Juni 1984 in Washington, D.C. als Earl Davis) ist ein US-amerikanischer Produzent und DJ des Frühneunziger New-School Hip-Hop, der musikalisch nur auf Sampling basiert. Das Mitglied der Gruppe „The Y Society“ veröffentlichte 2007 sein erstes Album, Travel at Your Own Pace, das positive Kritiken erhielt. Durch zahlreiche Youtube-Videos und Streetart-Performances in Washington, DC, und New York City wird er immer mehr bekannt und geschätzt.  Er ist der Sohn von Musikern, seine Mutter ist Pianistin, sein Vater Schlagzeuger.

## Diskografie
- Travel at Your Own Pace (2007)
- Spare Time (2008)
- Overtime (2008)
- ReVISIONS Madvillian (Damu vs Joe Buck) (2009)
- The Bright Side (2009)
- Same Beat (2009)
- Kilawatt: V1 (2009)
- How It Should Sound Volumes 1 & 2 (2010)
- Supply for Demand (2010)
- Brooklyn Flower (2010)
- More Supplies (2010)
- When Winter Comes / Truly Get Yours (2011)
- OverThrone (Try a Little Skillfulness) / All Green (2011)
- Faster Rhyme for Self (2011)
- "Kilawatt V1.5 featuring Raw Poetic" (2012)
- Spare Overtime Re-Inspired (2013)
- How It Should Sound 3 (2015)
- How It Should Sound 4 (2015)
- How It Should Sound 5 (2015)
- How It Should Sound: Foundations (Rare Unreleased Demos & Alt Mixes From HISS Volumes 1 & 2) (2016)
- Vignettes (2017)
- The Essential Kilawatt Sessions featuring Raw Poetic  (2017)
- Dreams & Vibrations (Damu The Fudgemunk & Flex Mathews) (2018)